# Pipistrel Apis
Pipistrel Apis-Bee (latinsko čebela), enosedeženo jadralno letalo s pomožnim motorjem. Načrtovano in izdelano v podjetju Pipistrel. 

## Razvoj Apis Bee
Apis-Bee je druga generacija originanlega Apis-a. Letalo je narejeno iz kompozitnih materialov, večinoma ogljikovih in steklenih vlaken. Letalo je isto kot pri Sinus-u in Taurus-u, z vitkostjo 18.33. Ima pomožni motor Hirth F33 BS, ki je uvlačljiv v trup.
Od originalnega Apis ima precej izboljšav: podvozje je uvlačljivo, repno kolo je vodeno, večji kokpit, lažji motor, balistično padalo za večjo varnost, nov propeler, tank za gorivo v krilu, sončne celice za električne instrumetne.
Apis-Bee ima za razliko od originalnega Apis dodan pomožni motor.

## Različice
- Apis-Bee
- Albastar Apis WR: originalna verzija, ultralahko jadralno letalo, dosegel 5 rekordov v svojem razredu

## Tehnične specifikacije Apis-Bee
Generalne karakteristike:
- Posadka: 1
- Dolžina: 6.26 m (20 ft 6 in)
- Razpon krila: 14.97 m (49 ft 1 in)
- Višina: 1.3 m (4 ft 3 in)
- Vitkost:18.33:1
- Teža praznega letala: 222 kg (489 lb)
- Normalna teža: 322.5 kg (711 lb)
- Motor:  1 × Hirth F33 BS enocilindričnoi, dvo-taktni, 21 kW (28 hp)
- Kapaciteta goriva: 20 litrov (4.4 imp gal; 5.3 US gal)
- Propeler: dvo listni lesen ojačan z vlakni

Sposobnosti :
- Neprekoračljiva hitrost: 220 km/h (137 mph; 119 kn)
- Hitrost izgube vzgona: 58 km/h (36 mph; 31 kn)
- Jadralno število: 40:1 pri 94 km/h (58 mph)
- G-omejitve: +5.3/-2.65
- Hitrost vzpenjanja: 3.3 m/s (650 ft/min)
- Hitrost padanja: 0.59 m/s (116 ft/min)

## Tehnične specifikacije Albastar Apis WR
Generalne karakteristike:
- Posadka: 1
- Dolžina: 6.35 m (20 ft 10 in)
- Razpon krila: 13.3 m (43 ft 8 in)
- Višina: 1.25 m (4 ft 1 in)
- Površina kril:8.9 m2 (96 ft2)
- Teža praznega letala: 135 kg (298 lb)
- Normalna teža:  300 kg (661 lb)
- Vitkost:  20.0

Sposobnosti :
- Maksimalna hitrost: 220 km/h (137 mph)
- Jadralno število: 40 pri 90 km/h (56 mph)
- Hitrost padanja: 0.60 m/s (118 ft/min)